# Konská (Třinec)
Konská (polsky Końska, německy Konskau) je část města Třinec v okrese Frýdek-Místek v Moravskoslezském kraji, do roku 1946 samostatná obec. Nachází se na západě Třince. V roce 2009 zde bylo evidováno 476 adres. V roce 2001 zde trvale žilo 1532 obyvatel. Konská je také název katastrálního území o rozloze 8,43 km2. V katastrálním území Konská leží i Kanada.
Rozšiřováním Třineckých železáren v 60. letech 20. století  došlo k rozdělení Konské na dvě části, lokalitu kolem nádraží Třinec-Konská a druhou část směrem od Nebor. Jednotlivé části nejsou vzájemně přístupné a cesty vedou přes areál TŽ (veřejnosti nepřístupné) anebo objížďkou přes Český Těšín anebo Třinec. Historická obec a centrum zcela zaniklo.

## Historie

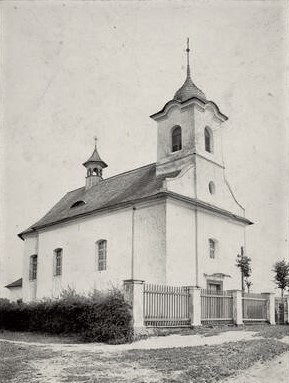
Zaniklý kostel Všech svatých v Konské

Prvními majiteli obce Konské, která leží 5 kilometrů jihovýchodně od Těšína, byla těšínská knížata. V letech 1570–1657 jí vlastnili Sobkové z Kornic. Jeden z členů tohoto rodu postavil již v 17. století na pravém břehu Olzy menší barokní dvůr s hospodským zázemím. Po Sobcích se majitelé Konské často střídali. V roce 1791 koupil Konskou od hraběte Františka Vlčka z Dobré Zemice baron Jiří II. Bees z Chrostiny, zemský správce a předseda krajského soudu v Těšíně. Se svou ženou, hraběnkou Marii Annou Viplarovou z Ulšic, měl tři syny. Po jeho smrti v roce 1819 se majitelem Konské a Nebor stal prostřední z nich, Karel I.
Původně samostatná obec Konská byla k městu Třinec připojena v roce 1946. V roce 1939 měla obec Konská 3935 obyvatel, k slezské národnosti se tehdy přihlásilo 2875, k polské národnosti 645, k české 90 a k německé 305 obyvatel. Stával zde kostel Všech svatých, který byl kvůli rozšiřování Třineckých železáren v roce 1957 zbořen.

## Zámek v Konské

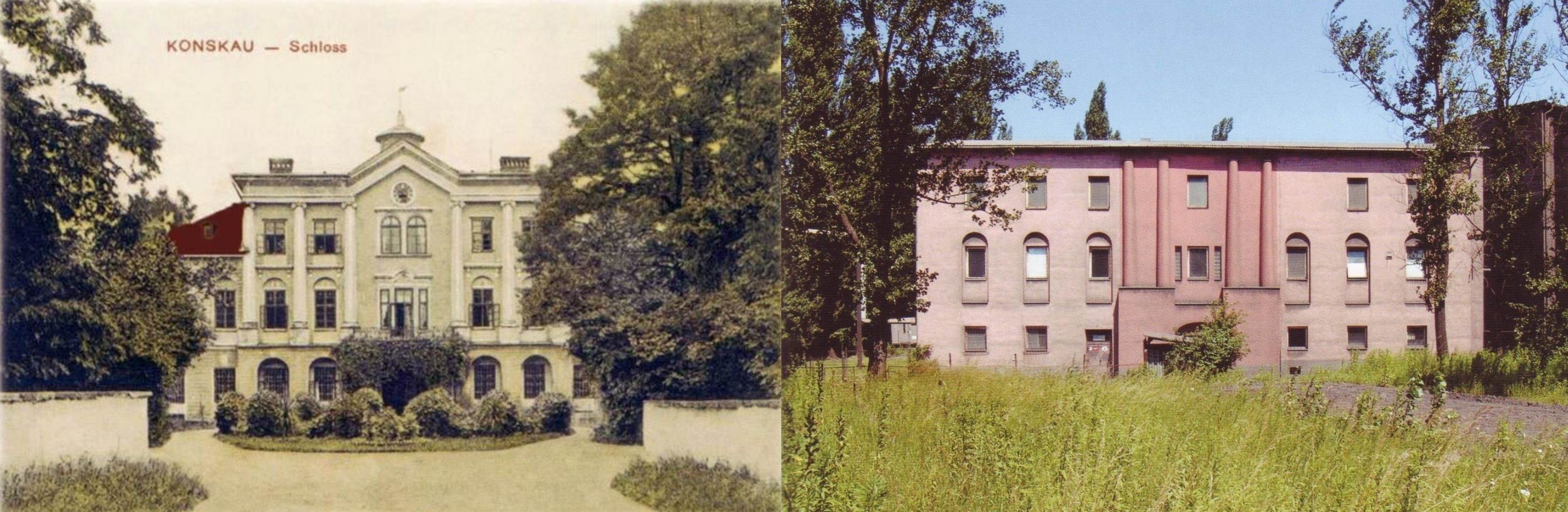
Zaniklý konský zámek, dnes budova slouží převážně jako administrativní budova a šatny zaměstnanců TŽ

Karel I. v Konské hospodařil ještě za otcova života a koncem 30. let 19. století se rozhodl postavit na místě tzv. Úředního domu okázalé sídlo v empírovém stylu. Podobnou iniciativu projevil jeho bratr Jiří III. v Hnojníku, kde ve stejné době vznikl architektonicky velmi podobný objekt. Bratři Beesové zadali projektové práce známému vídeňskému architektovi Josefu Kornhäuslovi.
Zámek v Konské, jehož hlavní severní fasáda byla orientována k zahradě, se skládal z dvoupatrového centrálního traktu s patrovými přístavbami po stranách. Přízemí tvořil rustikální podstavec rozdělený arkádami. Ten podpíral šest přesně uspořádaných iónských sloupů, které členily fasádu a nesly široce profilovanou římsu, jež se na ose budovy lomila v trojúhelníkový výklenek, pod nímž byly umístěny hodiny. Ve druhém patře se nacházela dvojitá okna a v prvním patře okna s motivem serliany. Symetrii fasády zdůrazňoval sloupový portál nad vchodem do zámku, jenž podpíral balkón. O něco skromnější výzdobu měla jižní jednopatrová fasáda. Zámek byl kryt valbovou střechou, nad níž dominoval  menší ortogonální belveder. Idylický vzhled a polohu zámku nakonec zachytil na svém akvarelu amatérský malíř Emanuel Kratochvíl z Kronbachu.
Konská zůstala v rukou Beesů do roku 1894, kdy ji syn zakladatele zámku Karel II. Prodal Kvídovi a Karolíně Grohmannovým. Zámek s parkem a 9 hektary pozemku nabylo v roce 1913 Rolnické sdružení v Těšíně, které zde v roce 1919 založilo polskou dívčí hospodářskou školu. Ta zde působila až do začátku války.
V roce 1949 byla Matice školská v Konské nucena prodat zámek železárnám v sousedním Třinci. V památkovém objektu byly zřízeny sklady a sociální zařízení pro pracovníky vysokokopecní vsázky. Již o dva roky dříve byl zámek vyňat z registru památkové ochrany. Během poslední opravy v roce 1992 zmizely cenné architektonické prvky z fasád, byla vyměněna okna a boční křídla zvýšená o další patro. Hladká fasáda byla natřena křiklavě růžovou a červenou barvou. Dnes jsou zde umístěny kanceláře a šatny.

## Zámek „Sanssouci“

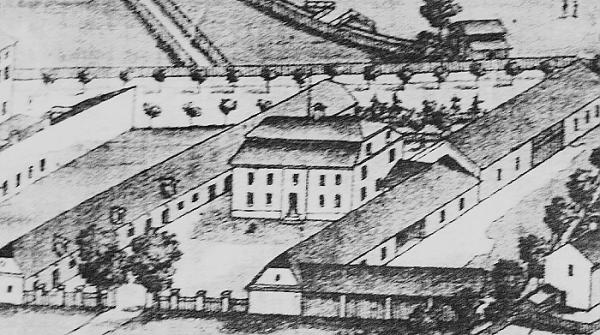
Zámek "Sanssouci" (Klasperovka)- detail z rytiny Třineckých železáren v roce 1888

„Sanssouci“ je název oblíbeného zámku krále Friedricha II. Velikého v Postupimi u Berlína, kde, jak napovídá samotný název, mohl žít bez starostí a daleko od svých povinností. Tento název se zalíbil také baronům Beesům z Chrostiny, kteří ve vzdálenosti asi 2 km od svého sídla v Konské vystavěli na pravém břehu Olzy menší zámeček. Šlo o pětiosou patrovou stavbu s mělkým vstupním rizalitem na západní straně. Byla kryta mansardovou střechou s menší věžičkou, snad pro zvoničku. Po obou stranách budovy se nacházely dlouhé přízemní stavby hospodářského charakteru, které tak tvořily před i za zámkem vnější ohraničená nádvoří. K přednímu nádvoří vedla široká brána a za celým komplexem se nacházel menší park.
Toto letní sídlo však pánům na Konské dlouho nesloužilo. Železárny, které ve 2. polovině 19. století zaznamenaly výrazný rozvoj, dravě rozšiřovaly svou rozlohu. Proto baron Karel Bees z Chrostiny prodal v roce 1888 část Konské spolu se zámečkem „Sanssouci“ arciknížeti Albrechtu Habsburskému, tehdejšímu majiteli železáren. Byly v něm umístěny kanceláře a byty pro zaměstnance. Zámeček však ztratil svůj charakter letního šlechtického sídla, když v jeho bezprostřední blízkosti začalo vznikat stále více průmyslových objektů. Nakonec bylo „Sanssouci“ v roce 1953, během přestavby sousedních mechanických dílen, rozebráno. Po zámečku zůstal pouze název, kterého se dodnes v železárnách užívá, ale nyní tento francouzský výraz „bez starostí“ zní v souvislosti s průmyslovým prostředím podniku poněkud zvláštně.

## Pamětihodnosti
- Památník obětem 2. světové války
- Památník básníka Jana Kubisze
- Evangelický hřbitov v Konské

## Zaniklé pamětihodnosti
- Historická obec a centrum
- Kostel Všech svatých (Konská)
- Římsko-katolický hřbitov, přesunutý na Evangelický hřbitov v Konské
- Zámek v Konské
- Zámek Sanssouci

## Starostové obce
- Paweł Kubisz (před 1864)[9]
- Paweł Zabystrzan 1864–1867
- Jan Gaura 1867–1897
- Paweł Kaszper 1897–1903, 1909/1910–1915
- Adam Płoszek 1903–1909/1910, 1915–1920[10]

## Významní rodáci
- Jerzy Gabryś (1840–1906), evangelický duchovní, farář v Jarosławi a v Krakově
- Paweł Myrdacz (1847-1930), lékař
- Jan Kubisz (1848–1929), polský pedagog, básník a národní buditel
- Jerzy Kubisz (1862–1939), polský pedagog a občanský aktivista na Těšínském Slezsku
- Józef Buzek (1873–1936), polský politik a statistik
- Józef Kubisz (1885–1940), polský diplomat a konzul v USA
- Jan Buzek (1874–1940), československý politik a meziválečný poslanec Národního shromáždění za Polskou lidovou stranu.
- Paweł Kubisz (1907–1968) – polský spisovatel a básník a aktivista polské menšiny na Těšinsku
- Adam Wawrosz (1913–1971) – polský básník, spisovatel a národní aktivista
- Gisella Neu (1908–1989) - hudebnice a houslistka v USA